# Astrid Lindgrens Värld
Astrid Lindgrens Värld (en español, "El Mundo de Astrid Lindgren") es un parque temático localizado en la ciudad natal de Astrid Lindgren, Vimmerby, en Suecia. Abrió en 1981 con el nombre de Sagobyn ("Pueblo de los Cuentos de Hadas"). En sus 18 hectáreas, los visitantes se encuentran con todos los queridos personajes de los libros de Astrid Lindgren en persona. Todo el entorno está construido tal como ea descrito en los libros y ellos dan a los niños visitantes la posibilidad de introducirles a las historias de Pippi Calzaslargas, Emil i Lönneberga, Karlsson-encima-el-Techo, y muchos otros queridos personajes de Astrid Lindgren.
Astrid Lindgrens Värld está abierto en verano, de mayo a agosto. Durante la temporada de verano se celebran eventos a lo largo de todo el día, tanto en escenarios como en improvisaciones por todo el parque. El pequeño escenario en la entrada y el escenario principal muestran todos los días escenas escritas especiales con música que incluye canciones y bailes. Pero la unión con el entorno y la interacción con los bien conocidos personajes forman una parte importante de la oferta.
Además del parque temático, Astrid Lindgrens Värld también ofrece a sus visitantes muchos tipos diferentes de servicios y una amplia selección de sitios para picnics, cafeterías y restaurantes.